# Poa trivialiformis
Poa trivialiformis là một loài thực vật có hoa trong họ Hòa thảo. Loài này được Kom. miêu tả khoa học đầu tiên năm 1924.